# Grégory Baugé
Grégory Baugé (Maisons-Laffitte, 31 januari 1985) is een Frans baanwielrenner van Guadeloupse afkomst.
Baugé is vooral goed in de sprintonderdelen, zoals de individuele sprint, ploegensprint en keirin. Hij heeft dan ook al diverse nationale- en Europese titels op zijn naam staan in verschillende categorieën. Ook heeft hij al drie wereldtitels op het onderdeel ploegensprint op zijn naam staan. In 2006 en 2007 samen met Arnaud Tournant en Mickaël Bourgain en in 2008 met Arnaud Tournant en Kévin Sireau. Op 8 november 2011 wordt Baugé door de Franse wielerbond voor een jaar geschorst, vanwege tot tweemaal toe onjuist invullen van de where-abouts en het missen van een dopingcontrole. De schorsing gaat met terugwerkende kracht in vanaf 23 december 2010. Door deze beslissing moet hij zijn behaalde Wereldtitels op de sprint en teamsprint inleveren.
Baugé zou na de Olympische Spelen van 2012 in Londen zijn carrière beëindigen, maar ging toch door en won onder meer nog een gouden en een zilveren medaille op de Europese kampioenschappen baanwielrennen 2014 in Guadeloupe.

## Overwinningen
2002
- Wereldkampioen Ploegsprint, Baan, Junioren

2003
- Europees kampioen Sprint, Baan, Junioren
- Frans kampioen Sprint, Baan, Junioren
- Europees kampioen Ploegensprint, Baan, Junioren

2004
- Frans kampioen Sprint, Baan, Beloften
- Europees kampioen Ploegensprint

2005
- Sydney, Team Sprint

2006
- Los Angeles, Sprint
- Los Angeles, Ploegsprint
- Sydney, Sprint
- Wereldkampioen Ploegsprint, Baan
- Frans kampioen Ploegsprint, Baan

2007
- Los Angeles, Sprint
- Wereldkampioen Ploegsprint, Baan
- Europees kampioen Ploegsprint, Baan, Beloften
- Europees kampioen Sprint, Baan, Beloften
- Frans kampioen Sprint, Baan,
- Frans kampioen Keirin, Baan, Beloften

2008
- Wereldkampioen Ploegsprint, Baan

2009
- Wereldkampioen Sprint

2010
- Wereldkampioen Sprint
- Cali, Ploegsprint

2012
- Wereldkampioen Sprint

2013
- Teamsprint EK

2014
- Sprint EK
- Teamsprint EK

## Ploegen
geen